# 1・2・3
「1・2・3」（ワンツースリー）は、After the Rainの楽曲。2019年12月15日に配信限定シングルとして配信された。

## 概要
After the Rainとしては、2017年に同時発売された「解読不能」「アンチクロックワイズ」以来3作目のシングルであり、初の配信限定作品。
After the Rainの所属レーベルはNBCUniversalだが、今作はポケモン関連作品のリリース元であるSME Recordsからの発売となった。
テレビ東京系アニメ『ポケットモンスター』のオープニングテーマとしてタイアップされた。
YouTubeの「まふまふ」ちゃんねるにてフルバージョンが視聴できる。
2020年8月9日の放送から、同曲の歌唱を西川貴教（T.M.Revolution）と鬼龍院翔（ゴールデンボンバー）のコラボユニット「西川くんとキリショー」が、歌い継ぐことになった。
2021年1月8日の放送から、同曲の歌唱を乃木坂46の生田絵梨花と松村沙友理からなるユニット「からあげ姉妹」が、歌い継ぐことになった。
2022年3月4日の放送から、同曲の歌唱をサトシ役の松本梨香とゴウ役の山下大輝が、歌い継ぐことになった。
2023年10月18日に、5年ぶりにリリースされるフルアルバム『アイムユアヒーロー』には「１・２・３ - 2023 ver. -」として収録される。

## 収録曲
| 全作詞・作曲・編曲: まふまふ。 |             |          |            |      |
| #                              | タイトル    | 作詞     | 作曲・編曲 | 時間 |
| 1.                             | 「1・2・3」 | まふまふ | まふまふ   | 5:00 |
| 合計時間:                      | 合計時間:   | 5:00     |            |      |

## 別のバージョン

### 西川くんとキリショー
西川貴教と鬼龍院翔がコラボレーションをしたユニット・西川くんとキリショーの歌唱バージョンは、2020年9月30日に配信限定シングルとして配信された。
こちらは原曲のハ長調より短3度キーが下げられており、イ長調になっている。

#### 収録曲（西川くんとキリショー）
| 全作詞・作曲: まふまふ、全編曲: まふまふ、田中秀和（MONACA）。 |             |          |            |      |
| #                                                              | タイトル    | 作詞     | 作曲・編曲 | 時間 |
| 1.                                                             | 「1・2・3」 | まふまふ | まふまふ   | 4:57 |
| 合計時間:                                                      | 合計時間:   | 4:57     |            |      |

### からあげ姉妹
からあげ姉妹（生田絵梨花・松村沙友理 from 乃木坂46）の歌唱バージョンは、2021年2月19日に配信限定シングルとして配信された。
こちらは原曲より半音キーが高い変ニ長調となっているが、Cメロ部分は原曲より半音低いロ長調に下げられている。
2021年6月22日・23日に横浜アリーナで開催された『松村沙友理 卒業コンサート』で披露された。
OP映像の楽曲の紹介のテロップは、生田と松村が乃木坂46を卒業した後も2022年2月25日放送分まで『からあげ姉妹（生田絵梨花・松村沙友理 from乃木坂46）』となっていた。

#### 収録曲（からあげ姉妹）
| 全作詞・作曲: まふまふ、全編曲: APAZZI、Akira Sunset。 |             |          |            |      |
| #                                                      | タイトル    | 作詞     | 作曲・編曲 | 時間 |
| 1.                                                     | 「1・2・3」 | まふまふ | まふまふ   | 4:55 |
| 合計時間:                                              | 合計時間:   | 4:55     |            |      |

### サトシ&ゴウ
サトシ（松本梨香）とゴウ（山下大輝）による歌唱バージョンは、2022年3月16日に配信限定シングルとして配信された。
それまでの担当アーティストとは異なり、男女デュオとなっている。キーは原曲より長1度低い変ロ長調。

#### 収録曲（サトシ&ゴウ）
| 全作詞・作曲: まふまふ、全編曲: 田中秀和。 |             |          |            |      |
| #                                          | タイトル    | 作詞     | 作曲・編曲 | 時間 |
| 1.                                         | 「1・2・3」 | まふまふ | まふまふ   | 4:58 |
| 合計時間:                                  | 合計時間:   | 4:58     |            |      |

## 収録アルバム
- 『ポケモンTVアニメ主題歌 BEST 2019-2022』（全4バージョン収録）[10]

## カバー
- 萬容（山村響）、阿岐留カミラ（若井友希） - 音楽ゲーム『ワールドダイスター 夢のステラリウム』に追加収録（2025年1月23日追加）